# 3604 Berkhuijsen
3604 Berkhuijsen је астероид главног астероидног појаса са средњом удаљеношћу од Сунца која износи 2,599 астрономских јединица (АЈ).
Апсолутна магнитуда астероида је 13,1.